# Callum McGregor
Callum McGregor (Glasgow, 14 de junho de 1993), é um futebolista escocês que atua como meio-campo. Atualmente, joga pelo Celtic.

## Títulos
Celtic
- Campeonato Escocês: 2014–15, 2015–16, 2016–17, 2017–18, 2018–19, 2019–20, 2021–22, 2022–23, 2023–24 e 2024–25
- Copa da Escócia: 2016–17, 2017–18, 2018–19, 2019–20, 2022–23 e 2023–24
- Copa da Liga Escocesa: 2016–17, 2017–18, 2018–19, 2019–20, 2021–22, 2022–23 e 2024–25